# Velký balvan Nīcgale
Velký balvan Nīcgale nebo Bílý balvan Nīcgale, lotyšsky Nīcgales Lielais akmens nebo Nīcgales Baltais akmens, je největší bludný balvan v Lotyšsku. Nachází se východně od říčky Joņupe a vesnice Nīcgale (kraj Augšdaugava), podle které má jméno.

## Další informace
Velký balvan Nīcgale je tvořen granitem typu Rapakivi a na místo byl dopraven zaniklým ledovcem v době ledové z jihozápadního Finska. Balvan je oblý a popraskaný, má největší obvod 31,1 m, šířku 10,4 m, délku 10,5 m a výšku 3,5 m. Přibližný objem balvanu je 170 m³. V balvanu jsou také vytesané tři zářezy pro výstup z let 1937 až 1938. Od roku 1997 je bludný balvan chráněnou archeologickou památkou Lotyšska a od roku 2001 je chráněnou přírodní památkou Lotyšska.

## Galerie

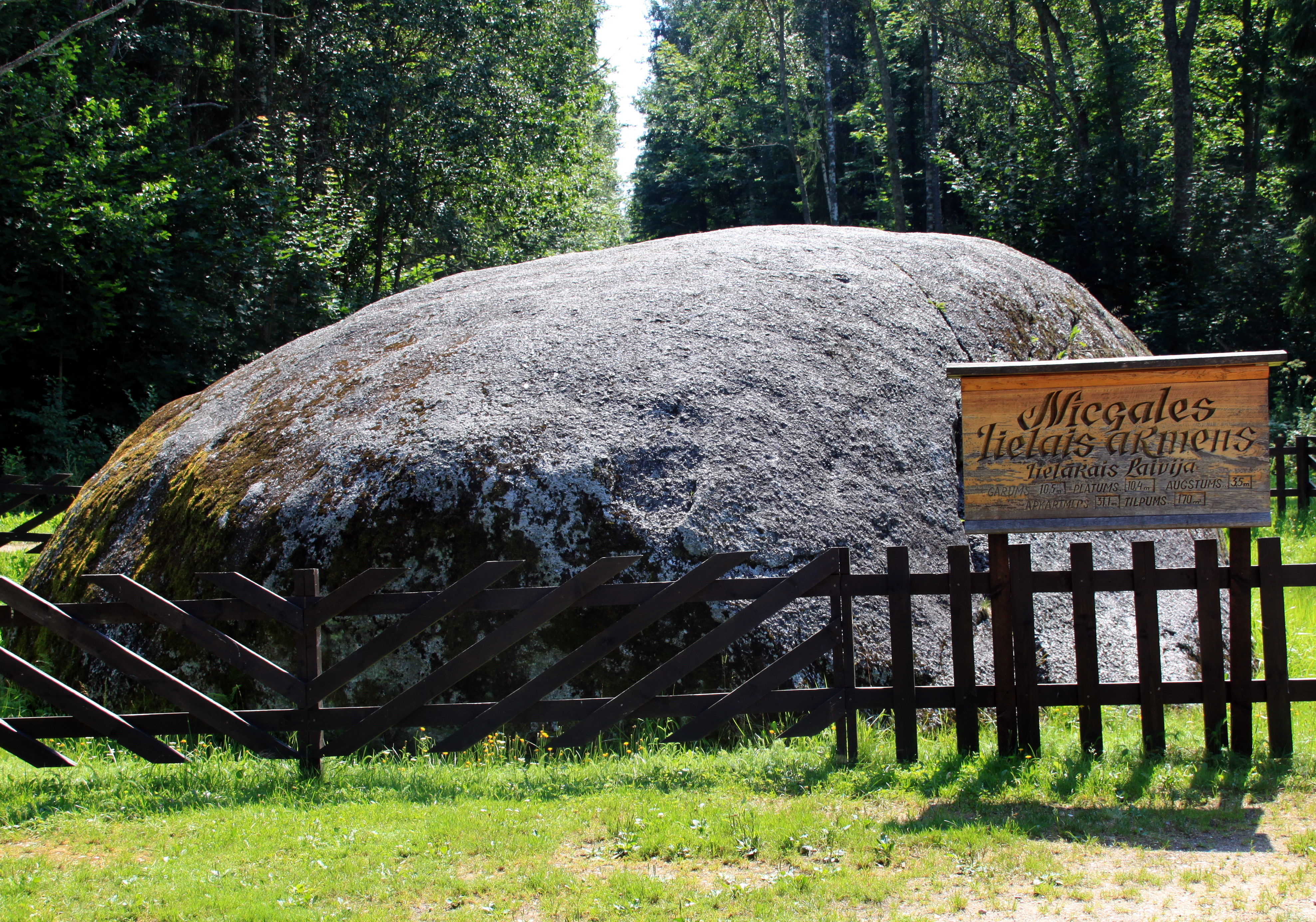
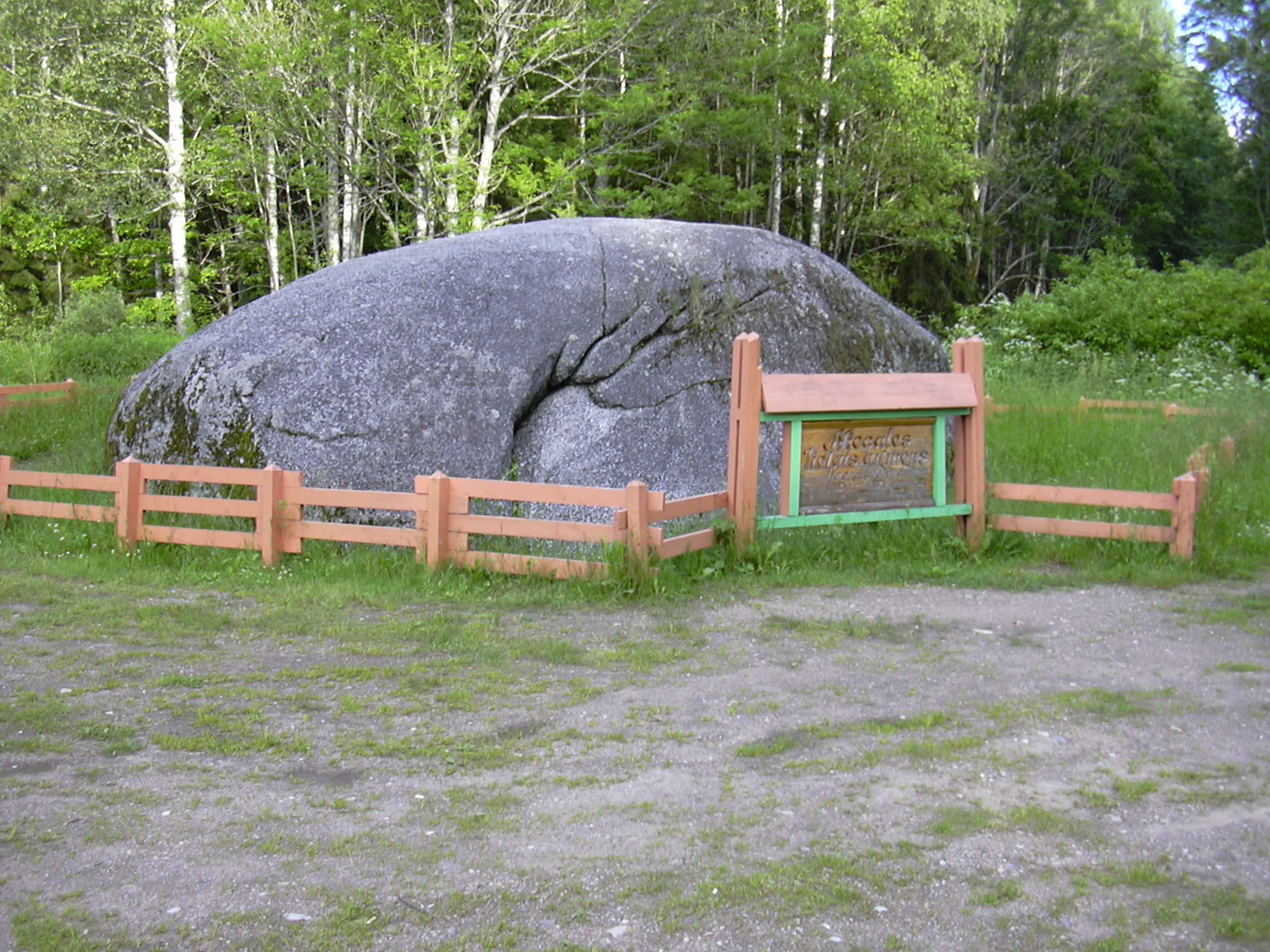